# Sulda
Sulda (gruz. სულდა) – wieś w Gruzji, w regionie Samcche-Dżawachetia, w gminie Achalkalaki. W 2014 roku liczyła 726 mieszkańców.